# گالینا مالچوگینا
گالینا مالچوگینا (روسی: Галина Вячеславовна Мальчугина؛ زادهٔ ۱۷ دسامبر ۱۹۶۲) ورزشکار دو و میدانی، و مربی (ورزش) اهل روسیه است.